# 沃爾德倫 (阿肯色州)
沃爾德倫（英語：Waldron）是一個位於美國阿肯色州斯科特縣的城市。根據2020年美國人口普查，該地人口為3386人，而該地的面積約為14.83平方千米。同時該地也是斯科特縣的縣治。

## 地理
沃爾德倫的座標為34°53′57″N 94°05′29″W / 34.89917°N 94.09139°W，而該地的平均海拔高度為201米（即659英尺）。